# 4081 Tippett
4081 Tippett (1983 RC2) là một tiểu hành tinh vành đai chính được phát hiện ngày 14 tháng 9 năm 1983 bởi E. Bowell ở Flagstaff.